# Mauser Siamesi
Di fronte alle mire espansionistiche delle potenze occidentali nel sudest asiatico alla fine del XIX secolo, il re Rama V di Siam (oggi Thailandia) decise di procurarsi nuove armi, affiancate da un progetto di ammodernamento dell'esercito, per preservare l'indipendenza della sua nazione. Dopo aver sperimentato con vari fucili, l'esercito siamese decise di acquistare un fucile basato sull'allora avveniristico Gewehr 98. Con varie modifiche, adattamenti e munizioni diverse, i Mauser siamesi servirono Siam fino alla fine del Secondo conflitto mondiale.

## Storia e sviluppo
Il re di Siam, Rama V (Chulalongkorn), prese in considerazione una modernizzazione dell'esercito dopo le pesanti concessioni territoriali imposte da inglesi e francesi durante le loro campagne espansionistiche nel sudest asiatico. Molto paesi si erano però piegati alle pressioni di Francia e Gran Bretagna, rifiutandosi di vendere armi più moderne a Siam.
L'esercito siamese riuscì tuttavia ad acquistare un contratto bulgaro per fucili austriaci Mannlicher M1888/90. Alla fine l'arma non venne adottata ma i capi di stato maggiore rimasero particolarmente colpiti dalla munizione austriaca 8 × 50 mm R.
Nonostante gli sforzi e le pressioni di Gran Bretagna e Francia, Siam riuscì a ottenere la licenza per costruire in proprio i Gewehr 98 tedeschi. Tuttavia, il piccolo stato asiatico non aveva mezzi sufficienti per una produzione domestica e dovette rivolgersi al paese più vicino in grado di soddisfare la domanda: l'arsenale di Koishikawa, in Giappone, fu incaricato di costruire i fucili per la Thailandia.
Salvo i primi prototipi (databili al 1901 e prodotti direttamente dalla Mauser in Germania), i 40.000 fucili del contratto furono prodotti e assemblati dal Nippon Teikoku Rikugun Tokio Hōheikōshō (Arsenale Imperiale dell'Artiglieria Giapponese di Tokyo) in due tranche da 20.000 fucili tra il 1903 e il 1908. Le carabine, circa 10.000 esemplari, furono prodotte dallo stesso arsenale e consegnate alla fine del 1904. La produzione su suolo tailandese è relegata a soli 3.000 pezzi (prevalentemente carabine, assemblate dall'Armeria Reale Tailandese) prodotti tra il 1936 e il 1940 prima della guerra.

## La munizioneType 45(8 × 50 mm R)
Prima di poter avviare la produzione di armi, l'esercito di Siam dovette stabilire quale munizionamento usare nelle nuove armi. Sebbene dimensionalmente simile alla munizione 8 × 50 mm R Mannlicher austriaca, la munizione 8 × 50 mm R siamese non era intercambiabile con quella austriaca. La munizione fu adottata nel 1902 come ร,ศ,๑๒๐ (รัตนโกสินทรศก, abbreviato in ร.ศ., R.S. 120, ovvero 120º anno della dinastia Chakri) e poi rinominata Type 45 (in accordo con la datazione buddista, 2445 EB). Questa nomenclatura è spesso alla base della confusione nella nomenclatura che porta spesso a definire Type 45 il fucile che invece si chiama Type 46. La Type 45 è una munizione a palla tonda, come molte delle coeve.

## Type 46
I primi Mauser siamesi impiegavano l'otturatore del Gewehr 98 con armamento in apertura, sfruttando solo alcuni dettagli del precedente M1896. Vennero anche incorporate alcune caratteristiche del Type 35 giapponese (in sviluppo all'epoca nell'arsenale di Koishikawa), come la copertura per l'otturatore tipica dei fucili nipponici. Alcuni Type 46 presentano una calciatura in due pezzi simile a quella degli Arisaka giapponesi. Va tenuto presente che, pur essendo derivate del G98 tedesco, le armi siamesi non presentano intercambiabilità con l'arma tedesca in alcun modo.
Il Type 46 era camerato per la munizione 8 × 50 mm R Type 45. Proprio la nomenclatura della munizione è spesso all'origine della confusione, portando molti a definire i fucili Type 45. 
Proprio sotto il simbolo della dinastia Chakri, i fucili presentano la marcatura ร,ศ,๑๒๑ (R.S. 121) che rappresenta Rattanakosin Sok (รัตนโกสินทรศก, abbreviato in ร.ศ. 'R.S.') e indicano il 121º anno della dinastia reale. Considerando che l'anno tailandese cominciava in quello che nel calendario gregoriano è Aprile, la corrispondenza non è sempre precisa, ma il 121º anno della dinastia Chakri corrisponde quasi interamente al 1903. Nel 1913 il nuovo re, Rama VI (Vajiravudh), fece adottare il calendario buddista per i documenti ufficiali e il fucile fu ridesignato Type 46 (in accordo con l'anno 2446 Era Buddista, corrispondente al 1903). Il punzone dell'Arsenale di Koishikawa (quattro palle di cannone) è impresso sul lato sinistro del castello, appena sotto la protezione dell'otturatore, accanto al marchio d'ispezione.
Il seriale sui Type 46 è inciso con numerazione Thai sul ponte dell'arma. I numeri vanno letti da sinistra a destra, come nei sistemi occidentali. Molti Mauser siamesi importati possono avere un secondo set di numeri incisi sull'arma in cifre arabe, apposto dall'importatore per una più facile identificazione del pezzo. Capita spesso che il nuovo seriale sia diverso dal numero originale, per via di una scarsa conoscenza del sistema di numerazione Thai in occidente.
Il mirino posteriore è di tipo Buffington, son rampa arcuata su cui scorre il cursore. Le due ali della rampa recano i numeri tailandesi (con taratura probabilmente in metri) e arrivano fino a ๒๐ (20, equivalente a 2.000 m).
Le parti dell'arma veniva forgiate, tornite e fresate in Giappone. Le componenti venivano poi spedite all'arsenale militare di Bangkok dove i fucili venivano assemblati dalla manodopera locale sotto la supervisione tecnica dei Giapponesi.

## Type 47
Il Type 47 è la versione carabina del Type 46, dotato di canna più corta e marcato ร,ศ,๑๒๓ (R.S. 123, EB 2447) sotto il simbolo della dinastia. Molti Type 46 furono convertiti in carabina negli anni '60 e questi esemplari sono riconoscibili poiché la marcatura sul castello non fu alterata e rimase ร,ศ,๑๒๑" (R.S. 121).

## La munizioneType 66(8 × 52 mm R)
Con l'introduzione da parte dei francesi della munizione spitzer 8 × 50 mm R Lebel nel 1898, molti altri paesi seguirono tale percorso. La Germania modificò la propria 7,92 × 57 mm Mauser nel 1903, gli Stati Uniti rielaborarono la .30-03 nella celebre .30-06 nel 1906 e la Gran Bretagna adottò la nuova .303 British Mk. VII nel 1910. Nel 1923, Siam seguì la tendenza degli altri paesi adottando la nuova Type 66 (EB 2466). In aggiunta alla palla spitzer, la nuova munizione presentava un bossolo leggermente più lungo e fu quindi denominata 8 × 52 mm R.

## Type 46/66 - Type 47/66
Con l'adozione della nuova palla spitzer, la maggior parte dei Type 46 e Type 47 esistenti furono ricamerati per la nuova munizione 8 × 52 mm R. I mirini vennero limati per adattarsi alla traiettoria più tesa del nuovo proiettile: uno degli aspetti tipici dei fucili ricamerati è la presenza di numeri tagliati a metà sulle "rampe" dei mirini posteriori. Per il resto, i fucili non vennero modificati in altro modo dal punto di vista meccanico. Le nuove armi assunsero le denominazioni Type 46/66 e Type 47/66.

Dopo la Seconda guerra mondiale, diversi Mauser siamesi furono accorciati e ricamerati per il .30-06 Springfield, ma il rinculo di una munizione così potente in un fucile accorciato si rivelò ingestibile e sia la polizia che l'esercito accantonarono l'idea di una conversione totale. 

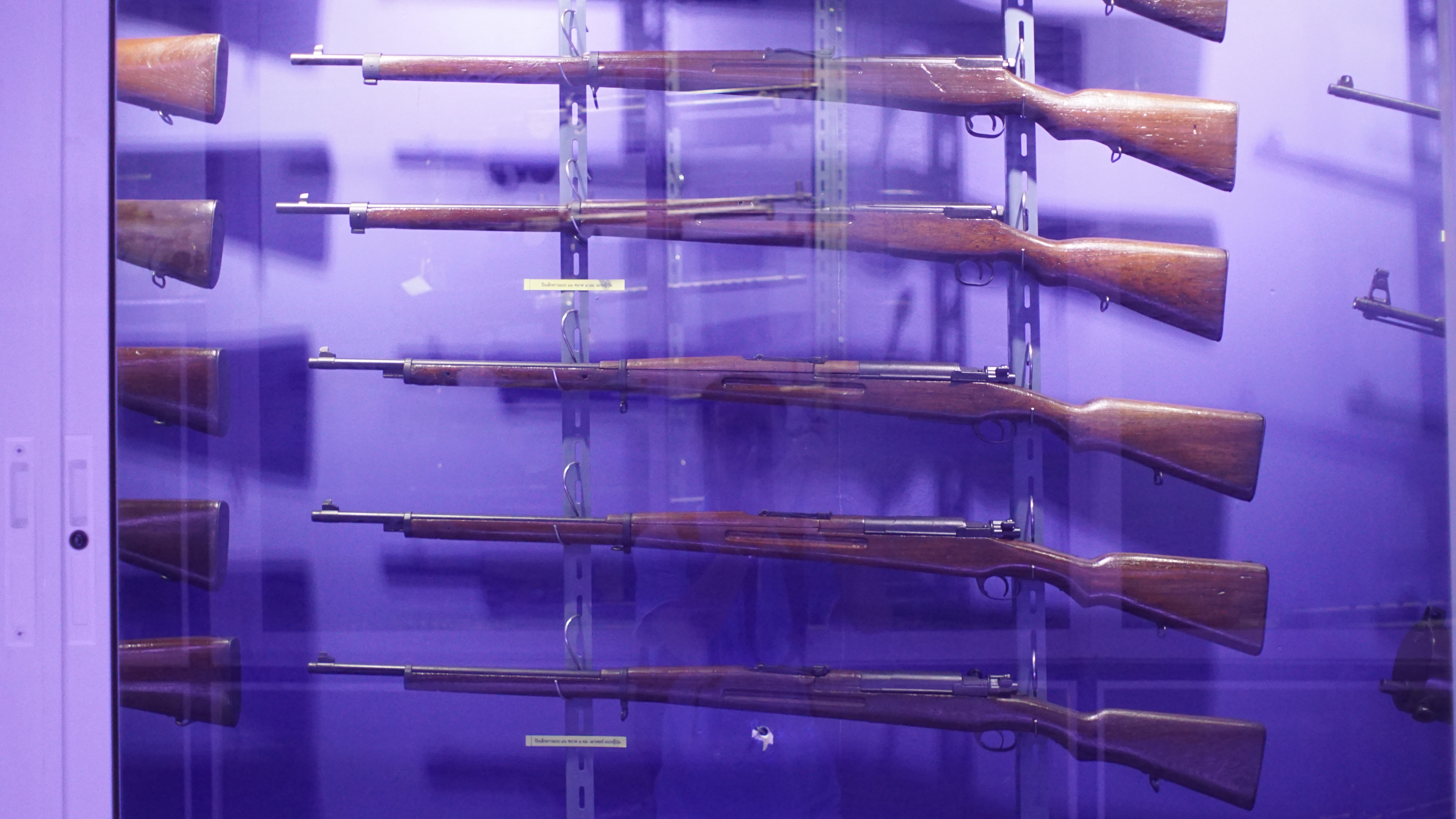
Type 46 e Type 66 in esposizione al Royal Thai Air Force Museum

## Type 66
I Type 66 siamese sono un modello da esportazione del Type 38 giapponese, ordinati nel 1923 e assemblati dall'arsenale di Koishikawa. Le consegne arrivarono solo nel 1928 e 1929 a causa del disastroso terremoto che colpì Tokyo e la regione del Kantō nel 1923. Sebbene l'arma sia esteticamente e funzionalmente identica al Type 38 giapponese, quasi nessun pezzo è intercambiabile. In questo caso, l'arma siamese non è esattamente un Gewehr 98, ma alla fine dei conti gli Arisaka giapponesi usano un otturatore lievemente modificato copiato dal progetto della Mauser.
I Type 66 erano camerati, chiaramente, per la munizione 8 × 52 mm R Type 66.